# Луговые марийцы

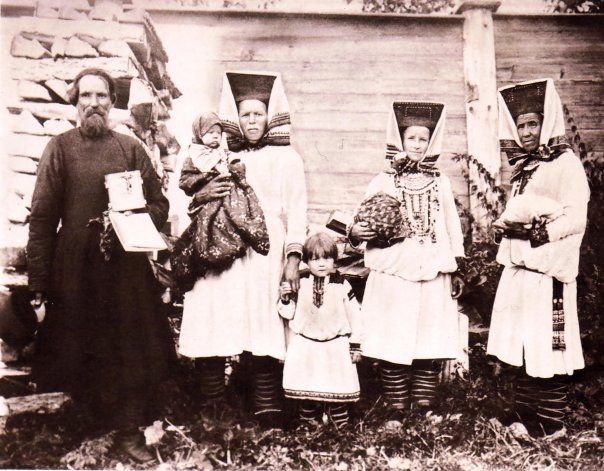
Семья Луговых Сорокан мари Царевококшайского уезда. Нач. XX века

Луговы́е мари́йцы (Северо-восточные марийцы; луговомар. Олык марий) — самая многочисленная этнолингвистическая группа марийцев.

## Численность
Вместе с восточными марийцами составляют обобщенную этническую группу «лугово-восточные марийцы». Сохранился единый луговомарийский язык. По данным Всероссийской переписи населения 2002 всего как луговые (лугово-восточные) марийцы себя идентифицировали 56 119 чел. из 604 298 марийцев (или 9 % от них), в том числе как «луговые марийцы» (олык марий) — 52 410 чел., как собственно «лугово-восточные марийцы» — 3 333 чел., «восточные марийцы» (восточные (уральские) марийцы) — 255 чел,что говорит в целом об устоявшейся традиции (приверженности) называть себя единым наименованием народа — «марийцы».
По некоторым оценкам численность луговых (лугово-восточных) марийцев составляет около 580 000 человек из более чем 700 000 марийцев (более 80 % от них).

## Этноним
Этноним луговые черемисы русского происхождения. По древнерусской традиции, население низменного левобережья Волги называлось луговыми людьми.

## История
Формирование этнографической группы произошло в IX—XVI вв. в зоне компактного расселения марийцев, преимущественно в междуречье Большой Кокшаги и Вятки. Её основу составили расселившиеся в Ветлужско-Вятском междуречье территориальные земляческие союзы, идентифицирующие себя по названию рек. В ходе многовекового совместного проживания под влиянием тесных контактов с удмуртами и коми, а также татарами, чувашами и русскими выработались общие, отличные от горных мари, особенности в языке, хозяйственной деятельности, быту, образе жизни, психологическом складе, менталитете.
По мере расселения марийцев в Ветлужско-Вятском междуречье с юго-запада на северо-восток по волжским и вятским притокам происходило формирование локальных этнотерриториальных групп. В XIV—XV вв. администрация Золотой Орды и Казанского ханства, стремясь расширить своё политическое и экономическое влияние среди луговых марийцев на основе учёта устоявшихся между ними хозяйственных связей, культурно-бытовых особенностей включила их в состав 3 административно-фискальных территориальных образований (даруг): Галицкой, Алатской и Арской. Каждая из них делилась на сотни-волости, в пределах которых существовали свои территориальные микрогруппы.